# Harajuku Lovers Tour
Tournées par Gwen Stefani
The Sweet Escape Tour (2007)
The Harajuku Lovers Tour est la première tournée solo de Gwen Stefani. Elle commence en octobre 2005 en soutien à son album Love. Angel. Music. Baby.. La tournée coïncide avec le lancement de sa ligne d'accessoires Harajuku Lovers.

## Première partie
- Rihanna
- Black Eyed Peas
- Ciara
- M.I.A.
- Ladytron

## Programme
1. Harajuku Girls
2. What You Waiting For?
3. The Real Thing
4. Crash
5. Luxurious
6. Rich Girl
7. Danger Zone
8. Long Way to Go
9. Wind It Up
10. Orange County Girl
11. Cool
12. Serious
13. Bubble Pop Electric
14. Hollaback Girl

## Dates des concerts
| Date              | Ville                    | Pays       | Salle                         |
| ----------------- | ------------------------ | ---------- | ----------------------------- |
| 15 octobre 2005   | Las Vegas                | États-Unis | Roman Plaza Amphitheatre      |
| 16 octobre 2005   | Phoenix                  | États-Unis | America West Arena            |
| 17 octobre 2005   | Tucson                   | États-Unis | Rialto Theater                |
| 18 octobre 2005   | San José                 | États-Unis | HP Pavilion at San Jose       |
| 20 octobre 2005   | San Diego                | États-Unis | Cox Arena at Aztec Bowl       |
| 21 octobre 2005   | Los Angeles              | États-Unis | Hollywood Bowl                |
| 23 octobre 2005   | Sacramento               | États-Unis | ARCO Arena                    |
| 25 octobre 2005   | West Valley City         | États-Unis | E Center                      |
| 26 octobre 2005   | Denver                   | États-Unis | Magness Arena                 |
| 28 octobre 2005   | Rosemont (Illinois)      | États-Unis | Allstate Arena                |
| 29 octobre 2005   | Détroit                  | États-Unis | Palace of Auburn Hills        |
| 31 octobre 2005   | Boston                   | États-Unis | TD Banknorth Garden           |
| 1er novembre 2005 | New York                 | États-Unis | Madison Square Garden         |
| 3 novembre 2005   | Atlantic City            | États-Unis | Borgata Events Center         |
| 5 novembre 2005   | Fairfax                  | États-Unis | Patriot Center                |
| 6 novembre 2005   | Philadelphie             | États-Unis | Wachovia Center               |
| 8 novembre 2005   | Duluth                   | États-Unis | Arena at Gwinnett Center      |
| 10 novembre 2005  | Houston                  | États-Unis | Toyota Center                 |
| 11 novembre 2005  | Dallas                   | États-Unis | Reunion Arena                 |
| 13 novembre 2005  | Milwaukee                | États-Unis | Bradley Center                |
| 14 novembre 2005  | Saint Paul (Minnesota)   | États-Unis | Xcel Energy Center            |
| 16 novembre 2005  | Winnipeg                 | Canada     | MTS Centre                    |
| 18 novembre 2005  | Edmonton                 | Canada     | Rexall Place                  |
| 20 novembre 2005  | Vancouver                | Canada     | GM Place                      |
| 21 novembre 2005  | Seattle                  | États-Unis | Key Arena                     |
| 23 novembre 2005  | Portland                 | États-Unis | Memorial Coliseum             |
| 25 novembre 2005  | Fresno (Californie)      | États-Unis | Save Mart Center              |
| 26 novembre 2005  | Anaheim                  | États-Unis | Honda Center                  |
| 28 novembre 2005  | Anaheim                  | États-Unis | Honda Center                  |
| 29 novembre 2005  | Bakersfield (Californie) | États-Unis | Rabobank Arena                |
| 1er décembre 2005 | Oakland                  | États-Unis | Oracle Arena                  |
| 4 décembre 2005   | San Diego                | États-Unis | Cox Arena at Aztec Bowl       |
| 5 décembre 2005   | Clevland                 | États-Unis | Wolstein Center               |
| 9 décembre 2005   | Toronto                  | Canada     | Air Canada Centre             |
| 11 décembre 2005  | Montréal                 | Canada     | Bell Centre                   |
| 12 décembre 2005  | Uncasville               | États-Unis | Mohegan Sun Arena             |
| 14 décembre 2005  | Verona (New York)        | États-Unis | Turning Stone Resort & Casino |
| 15 décembre 2005  | New York                 | États-Unis | Madison Square Garden         |
| 17 décembre 2005  | Columbus (Ohio)          | États-Unis | Jerome Schottenstein Center   |
| 18 décembre 2005  | Nashville                | États-Unis | Gaylord Entertainment Center  |
| 20 décembre 2005  | Orlando (Floride)        | États-Unis | TD Waterhouse Centre          |
| 21 décembre 2005  | Fort Lauderdale          | États-Unis | BankAtlantic Center           |

## Réception
La tournée a reçu un accueil mitigé, mais plutôt positif par la critique. The Seattle Times a trouvé le decors et la prestation "...vraiment inoubliable...," et les critiques ont déclaré que Stefani devrait utiliser les chansons issues de son groupe No Doubt,. The Detroit News a déclaré que le show était trop porté sur le style et la mode au détriment de l'interprétation.. Il a également constaté que "… Bien qu'elle fasse de la bonne musique dance--Stefani ne peut pas danser." Winnipeg Sun est d'accord et note qu'il y avait trois costumes différents pendant les quatre premières chansons. Stefani a fini la tournée pendant sa grossesse ce qui l'a empêchée de donner son maximum. Jane Stevenson du Toronto Sun donne à la tournée 3,5 étoiles sur 5, disant sur Stefani : une "présence charismatique sur scène" mais "léger" en termes de contenu.

## Enregistrement
La tournée a donné lieu à la sortie d'un DVD fin 2006 : Harajuku Lovers Live, qui a été filmé à son premier passage dans sa ville de résidence Anaheim, en Californie.